# Pic de l'Estanyó
El Pic de l'Estanyó, situat entre les parròquies d'Ordino i de Canillo, és una muntanya d'Andorra, de 2.915m d'altitud. El seu vessant nord pertany al Parc Natural de la Vall de Sorteny. El nom li ve del petit estany (estany de l'Estanyó o estanyó de Sorteny) existent al peu del vessant nord. La muntanya separa les dues branques del riu Valira: la Valira d'Encamp (dita també d'Orient, de Canillo o de Soldeu) i la Valira d'Ordino (dita també de la Massana, del Nord o ribera d'Ordino), que s'uneixen a l'alçada de les Escaldes-Engordany per formar la Gran Valira. Per la seva situació entre les dues grans valls, és considerat per molts muntanyencs com el millor mirador d'Andorra. Així ho escrivia Pierre Soubiron: "l'autèntic rei dels cims andorrans" a la seva guia d'excursions pel Pirineu (1931).
Aquest cim està inclòs al llistat dels 100 cims de la FEEC

## Orografia
El pic de l'Estanyó és el punt més alt del cordal muntanyós que parteix de la Vall d'Ordino i acaba a la vall de Ransol. Aquesta llarga carena comença a la serra i pic de Casamanya, s'alça a la serra i pic de l'Estanyó i segueix al sud-est, pel pic de la Cabaneta (també anomenat pic dels Estanys de Riu) i més al sud fins al pic de la Pala Alta i el pic de la Torradella. Del pic de la Cabaneta en surt una branca cap al nord que separa les valls de Sorteny i Ransol, que davalla fins a la collada dels Meners (coll de la Mina) i torna a alçar-se fins al pic de la Serrera, que ja fa frontera amb l'Arieja (França).

## Hidrografia
Del conjunt d'aquestes muntanyes dominades pel pic de l'Estanyó, davallen en forma de ventall un seguit de comes i valls (Sorteny, Coma Obaga, Ferreroles, l'Enfreu i Casamanya, Mereig, Montaup, Riu i Ransol) amb estanys i estanyols d'origen glacial, rius i torrents que acaben confluint a les dues Valires.

## Geologia
Andorra està ubicada a la zona axial pirinenca, formada essencialment per materials antics, paleozòics i prepaleozòics. No obstant, l'esdeveniment geològic que ha donat la seva fesomia al relleu i al paisatge ha estat el glacialisme quaternari. El pic de l'Estanyó, està dins d'una zona o regió de roques paleozòiques amb dèbil metamorfisme de contacte, fortament plegades i constituint tres grans elements tectònics: el sinclinal de Casamanya-Alt de la capa format especialment per calcarenites i calcàries del devonià, l'anticlinal del Bony de les Neres amb pissarres del silurià superior i mitjà i el complex de plecs del pic de Padern on apareixen escates del devonià i flancs de pissarres del silurià.

## Rutes d'ascens
Des d'Ordino per Sorteny:Temps estimat: 5-6 h. Desnivell: +/- 1.035 m. Via normal
Sortida : Aparcament de la Rabassa al Parc Natural de Sorteny (1.780 m).

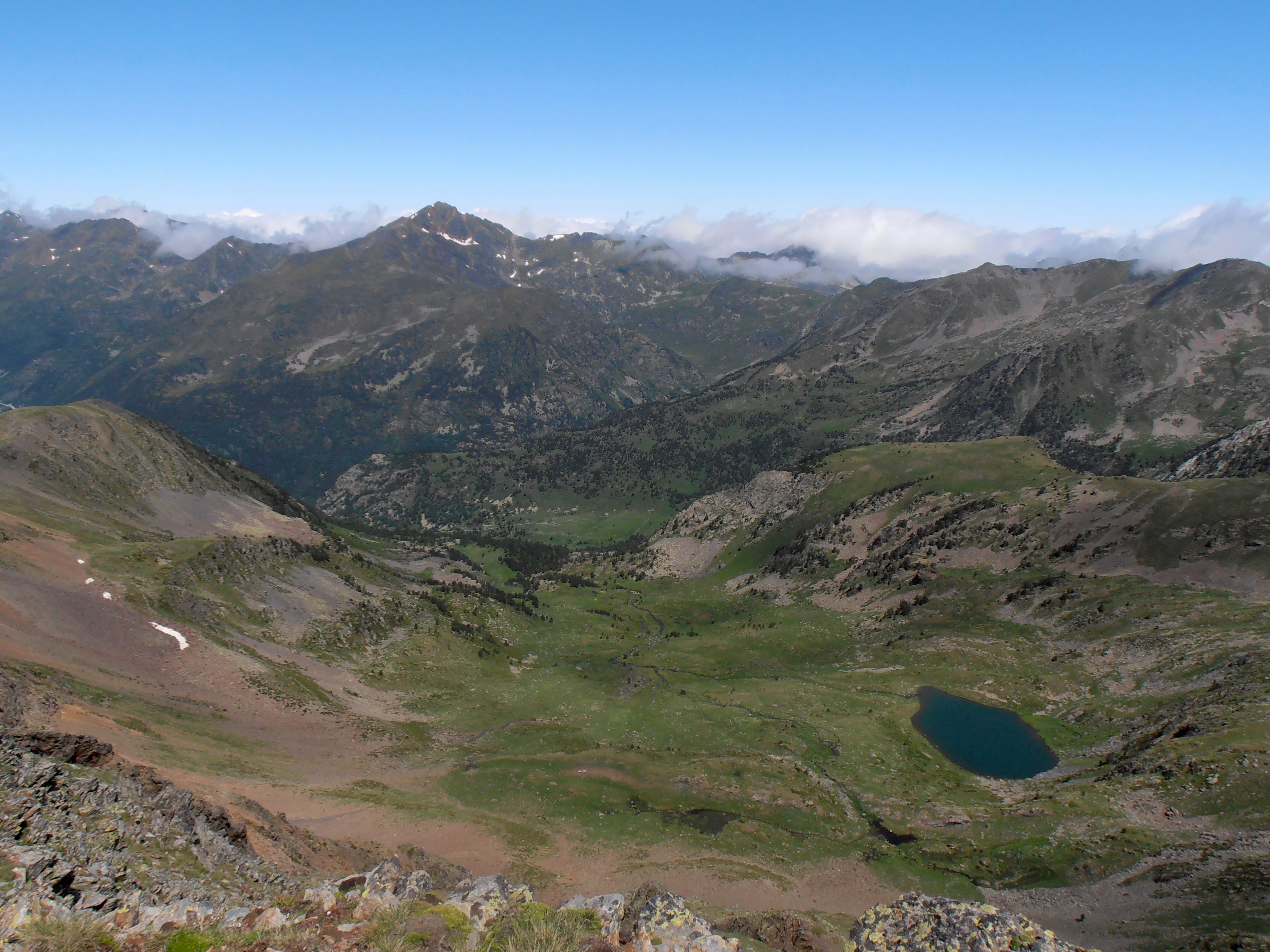
Estany de l'Estanyó i vall de Sorteny. Vista cap al nord.

Des del pàrquing del Parc natural de Sorteny (1.780 m) en direcció el Refugi de Sorteny (refugi guardat a 1965 m), Hi ha un sender indicat que passant a prop del torrent, retalla alguns revolts de la pista d'accés. Més amunt deixarem a la dreta el Jardí Botànic.Abans d'arribar al refugi, surt un sender indicat a la dreta. Creuem el riu de Sorteny (Pleta de Duedra 1.950) i comencem a pujar direcció a l'Estret de l'Estanyó (pas entre el Roc del Rellotge i la serra de Coma Obaga). Creuarem una zona d'aiguamolls i arribarem a l'estany de l'Estanyó (2.340 m), D'aquí es remunta un fort pendent en direcció est fins a arribar a la carena del Roc del Rellotge (2.500 m) i ja per terreny més pendent i rocallós fins al cim. La tornada es fa pel mateix itinerari.
Borda Refugi de Sorteny. Guardat i obert també a l'hivern. Situat a 1.965 metres d'altitud, al parc natural de la Vall de Sorteny. Disposa de 5 habitacions que poden acollir fins a 40 persones. Obert a l'estiu de l'1 de juny a finals d'octubre i a l'hivern de l'1 de desembre a finals d'abril.

Des de Ransol per la vall de Riu:Temps estimat 8 h. Desnivell: +/- 1.076 m.
Sortida: Aparcament situat al final de la carretera dels Plans de Ransol (1,825 m).

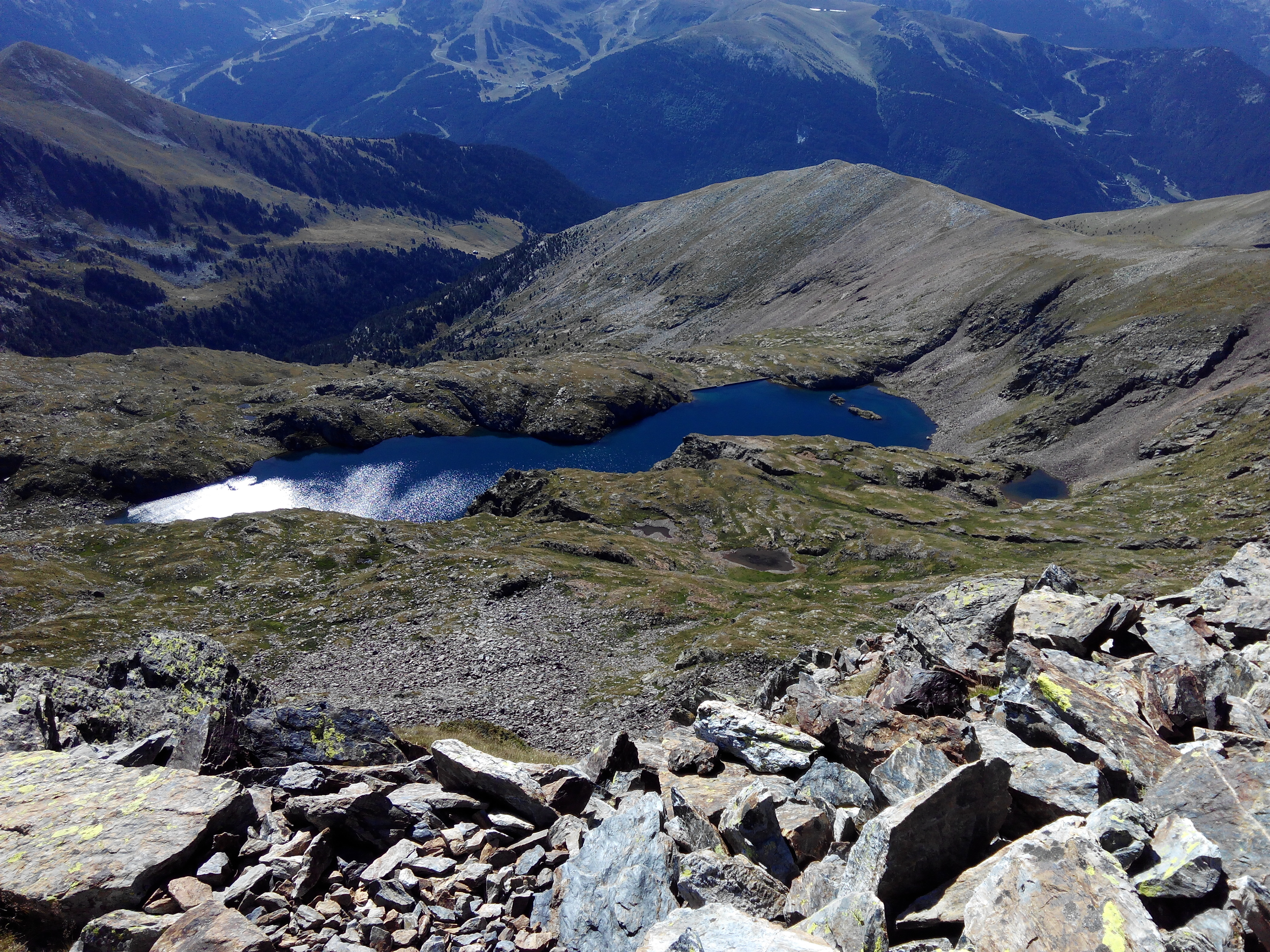
Estany gran de Riu. Vall de Riu. Vista cap al sud des del cim

Es puja suaument fins al bosc de pi negre. Quan s'acaba el bosc, seguim pels prats i la borda de la Pedregrosa (2.092 m). Poc després, trobem un indicador de fusta i el camí que puja des de Canillo. Seguim fins a la cabana de la vall de Riu (2.165 m) i per darrere del refugi cap a la Comarqueta d'Incles, des d'on continuem pujant cap a la Pleta de la Cabaneta, travessem el naixement del Riu de la Vall del Riu (lloses del camí empedrat) i seguim en forta pujada la tartera que ens deixarà a prop del primer estany. Després seguim cap al segon estany i l'estany Gran de la Vall del Riu (2.545 m), barrat per una petita resclosa. Continuem aigües amunt cap a la Planada i seguim el corriol fitat que puja per l'esquerra de la tartera fins a la Collada de la Canal Fonda (2.747 m). A partir d'aquí només ens queda una última pujada fins al cim seguint el corriol a l'esquerra.
Refugi-cabana de la Vall del Riu No guardat, 8 places en lliteres. Estat acceptable. Situat a 2.165 m. per sobre de les bordes entre el Bosc de la Mata i la costa del Bony Roig.
Altres rutes d'ascens:
Des de Llorts: Pont de Ferreres-Refugi de Coma Obaga-Collada de Ferreroles-Cresta sud-oest fins al cim, amb alguns passos on cal agafar-se amb les mans (IIº-IIIº).
Des de Canillo: Valleta i riu de Montaup-Coll d'Arenes-Cresta sud-oest fins al cim (IIº-IIIº).
Formació de congestes de neu:
Per la seva orientació, als vessants del pic, la neu s'hi acumula al fons de les comes més altes. Hi podem trobar congestes fins al final de l'estiu, encara que en els cims ja no n'hi hagi. El piolet i els grampons poden ser útils entre novembre i juny.